# Блумингтън
Вижте пояснителната страница за други значения на Блумингтън.
Блумингтън (на английски: Bloomington) е град в Индиана, Съединени американски щати, административен център на окръг Монро. Намира се на 75 km югозападно от Индианаполис. Населението му е около 69 000 души (2000).

## Известни личности
Родени в Блумингтън
- Дейвид Лий Рот (р. 1954), музикант

Починали в Блумингтън
- Ричард Дорсън (1916 – 1981), фолклорист
- Алфред Кинси (1894 – 1956), биолог